# Jebel Zem Zem
Jebel Zem Zem är ett berg i Marocko.   Det ligger i regionen Tanger-Tétouan-Al Hoceïma, 220 km nordost om huvudstaden Rabat. Toppen på Jebel Zem Zem är 522 meter över havet.